# Tư Mã Phòng
Tư Mã Phòng (chữ Hán: 司馬防; 149 - 219), hoặc danh Phương (芳), biểu tự Kiến Công (建公) hoặc Văn Dự (文豫), là một quan lại nhà Đông Hán.
Ông là cha của Tư Mã Ý, ông nội của Tư Mã Sư, Tư Mã Chiêu và ông cố của Tấn Vũ Đế Tư Mã Viêm.

## Tiểu sử
Tư Mã Phòng người huyện Ôn, quận Hà Nội (nay là huyện Ôn, tỉnh Hà Nam), tổ tiên xa của ông là Tư Mã Tích (司馬錫), Tư Mã Ngang (司馬卬) và có thuyết cho rằng cụ tổ là nhà sử học Tư Mã Thiên. Tằng tổ Tư Mã Quân (司馬鈞) vào thời Hán An Đế làm chức Chinh Tây tướng quân (征西將軍), tổ phụ Tư Mã Lượng (司馬量) làm Thái thú Dự Chương (豫章; nay là Nam Xương, Giang Tây), còn cha Tư Mã Tuấn (司馬儁) làm Thái thú Toánh Xuyên (潁川; nay là Vũ Châu, Hà Nam).
Khi còn sinh thời, ông làm chức Lạc Dương lệnh (洛阳令), tiến Kinh Triệu doãn (京兆尹), sau đó làm Lạc Dương Bắc bộ úy (洛阳北部尉) dưới trướng Tào Tháo.
Tư Mã Phòng được biết là một người nghiêm túc và trang nghiêm (Nho giáo); ông hầu như không bao giờ cười. Ông sống biệt lập và khi xong việc ở chỗ làm thì ông tránh tiếp xúc với các đồng nghiệp của mình. Tư Mã Phòng rất nghiêm khắc với các con mình ngay cả khi đã trưởng thành. Mỗi lần các con ông gặp ông thì bọn họ không dám làm gì ngay cả nói, ngồi và đi lại nếu như không có sự cho phép của ông.
Ông là người ham thích về việc đọc sách, Hán thư là cuốn ông mà đọc nhiều nhất và ông có thể ghi nhớ 100.000 hàng chữ từ cuốn Hán thư. Các con của ông đều đọc bộ Ngũ kinh từ thuở còn nhỏ, gắn bó và khắc ghi vào lòng cho tới khi trưởng thành. Các con ông đều dựa vào Ngũ kinh để tự lập thân cho chính bản thân của bọn họ về sau.

## Hậu duệ
Tư Mã Phòng có tám người con trai. Mỗi người đều có một biểu tự kết thúc bằng chữ Đạt, do đó 8 anh em đều được gọi chung là Tư Mã Bát Đạt (司馬八達). Bao gồm:
1. Con cả: Tư Mã Lãng (司馬朗), tự Bá Đạt (伯達).
2. Con thứ 2: Tư Mã Ý (司馬懿) tự Trọng Đạt (仲達).
3. Con thứ 3: Tư Mã Phu (司馬孚), tự Thúc Đạt (叔達).
4. Con thứ 4: Tư Mã Quỳ (司馬馗), tự Quý Đạt (季達).
5. Con thứ 5: Tư Mã Tuân (司馬恂), tự Hiển Đạt (顯達).
6. Con thứ 6: Tư Mã Tiến (司馬進), tự Huệ Đạt (惠達).
7. Con thứ 7: Tư Mã Thông (司馬通), tự Nhã Đạt (雅達).
8. Con thứ 8: Tư Mã Mẫn (司馬敏), tự Ấu Đạt (幼達).